# Paul Émile Appell
Paul Émile Appell (Strasburgo, 29 settembre 1855 – Parigi, 24 ottobre 1930) è stato un matematico francese.
Fu professore presso la facoltà di scienze di Parigi, nonché rettore dell'accademia di Parigi e membro dell'accademia di scienze di Francia.

## Biografia
Dopo essersi laureato in scienze, dedicò la sua vita all'insegnamento.
Fu professore di meccanica razionale presso l'università Sorbonne di Parigi dal 1886 al 1895. Nel 1892, fu nominato membro dell'Accademia di scienze di Francia.
Dal 1920 al 1925 fu rettore dall'accademia di Francia.
L'11 giugno 1922 divenne socio dell'Accademia delle scienze di Torino.
Morì a Parigi nel 1930 dopo aver pubblicato diverse opere ed essere stato fregiato della gran croce della Legion d'onore.

## Equazioni di Appell
Nei suoi trattati di meccanica razionale risolse il problema della corretta parametrizzazione di un problema con l'approccio lagrangiano: generalizzò infatti le equazioni di Lagrange al caso di sistemi sovraparametrizzati, cioè le cui coordinate lagrangiane non sono fra loro linearmente indipendenti.

## Serie ipergeometriche di Appell
Nel 1880, Appell ha introdotto quattro serie di potenze di due variabili che generalizzano la serie ipergeometriche.
La serie {\displaystyle F_{1}} e definita per {\displaystyle |x|,|y|<1} come: {\displaystyle F_{1}(a,b,c,d,x,y)=\sum _{n,m=0}^{\infty }{\frac {(a,m+n)(b,m)(c,n)}{(d,m+n)(1,m)(1,n)}}x^{m}y^{n},} dove {\displaystyle (q,n)} e il simbolo di Pochammer.
La serie {\displaystyle F_{2}} e definita come: 
{\displaystyle F_{2}(a,b_{1},b_{2},c_{1},c_{2},x,y)=\sum _{n,m=0}^{\infty }{\frac {(a,m+n)(b_{1},m)(b_{2},n)}{(c_{1},m)(c_{2},n)(1,m)(1,n)}}x^{m}y^{n},}
La serie {\displaystyle F_{3}} e definita come: 
{\displaystyle F_{3}(a_{1},a_{2},b_{1},b_{2},c,x,y)=\sum _{n,m=0}^{\infty }{\frac {(a_{1},m)(a_{2},n)(b_{1},m)(b_{2},n)}{(c,m+n)(1,m)(1,n)}}x^{m}y^{n},}
La serie {\displaystyle F_{4}}, e definita come:
{\displaystyle F_{4}(a,b,c_{1},c_{2},x,y)=\sum _{n,m=0}^{\infty }{\frac {(b,m+n)(a,m+n)}{(c_{1},m)(c_{2},n)(1,m)(1,n)}}x^{m}y^{n},}
Appell ha ottenuto equazioni differenziali alle derivate parziali per queste funzioni di {\displaystyle x,y} e molte relazioni tra le differenti serie. Le serie di Appell sono caso particolare delle serie ipergeometriche di Lauricella.

## Opere
1. Traité de mécanique rationnelle Tome I
2. Traité de mécanique rationnelle Tome II
3. Traité de mécanique rationnelle Tome III
4. Traité de mécanique rationnelle Tome IV Fasc. 1
5. Traité de mécanique rationnelle Tome IV Fasc. 2
6. Traité de mécanique rationnelle Tome V
7. Les mouvements de roulement en dynamique con Jacques Hadamard (C. Hérissey, Evreux, 1899)
8. Éléments de la théorie des vecteurs et de la géométrie analytique (Payot, 1926)
9. Éléments d'analyse mathématique à l'usage des ingénieurs et des physiciens: cours professé à l'École centrale des arts et manufactures (Gauthier-Villars, 1921)
10. Principes de la théorie des fonctions elliptiques et applications con E. Lacour (Gauthier-Villars, 1897)
11. Le problème géométrique des déblais et remblais (Gauthier-Villars, 1928)
12. Souvenirs d'un alsacien, autobiografia (Payot, 1923)
13. Théorie des fonctions algébriques et de leurs intégrales con Edouard Goursat.
14. Fonctions hypergéométriques et hypersphériques con Marie-Joseph Kampé de Fériet (Gauthier-Villars, 1926)